# Spoorviaduct Bleiswijk
Het Doorgaand Spoorviaduct Bleiswijk is een 6 km lang spoorviaduct grotendeels in de gemeente Lansingerland en voor een klein deel in de gemeente Zoetermeer; nabij de Zuid-Hollandse plaats Bleiswijk. Het viaduct maakt deel uit van de HSL-Zuid tussen Schiphol en Antwerpen. De pijlers van het viaduct staan op een onderlinge afstand van 17,5 meter. Het is het langste viaduct in Europa.

## Ligging
Het viaduct gaat over de autosnelweg A12 en de spoorlijn Den Haag - Gouda en bevindt zich daar op zijn hoogste punt (ongeveer 10 m); de afstand tussen de pijlers is daar ruim 33 meter. De volgende kaart laat de ligging zien:

## Foto's

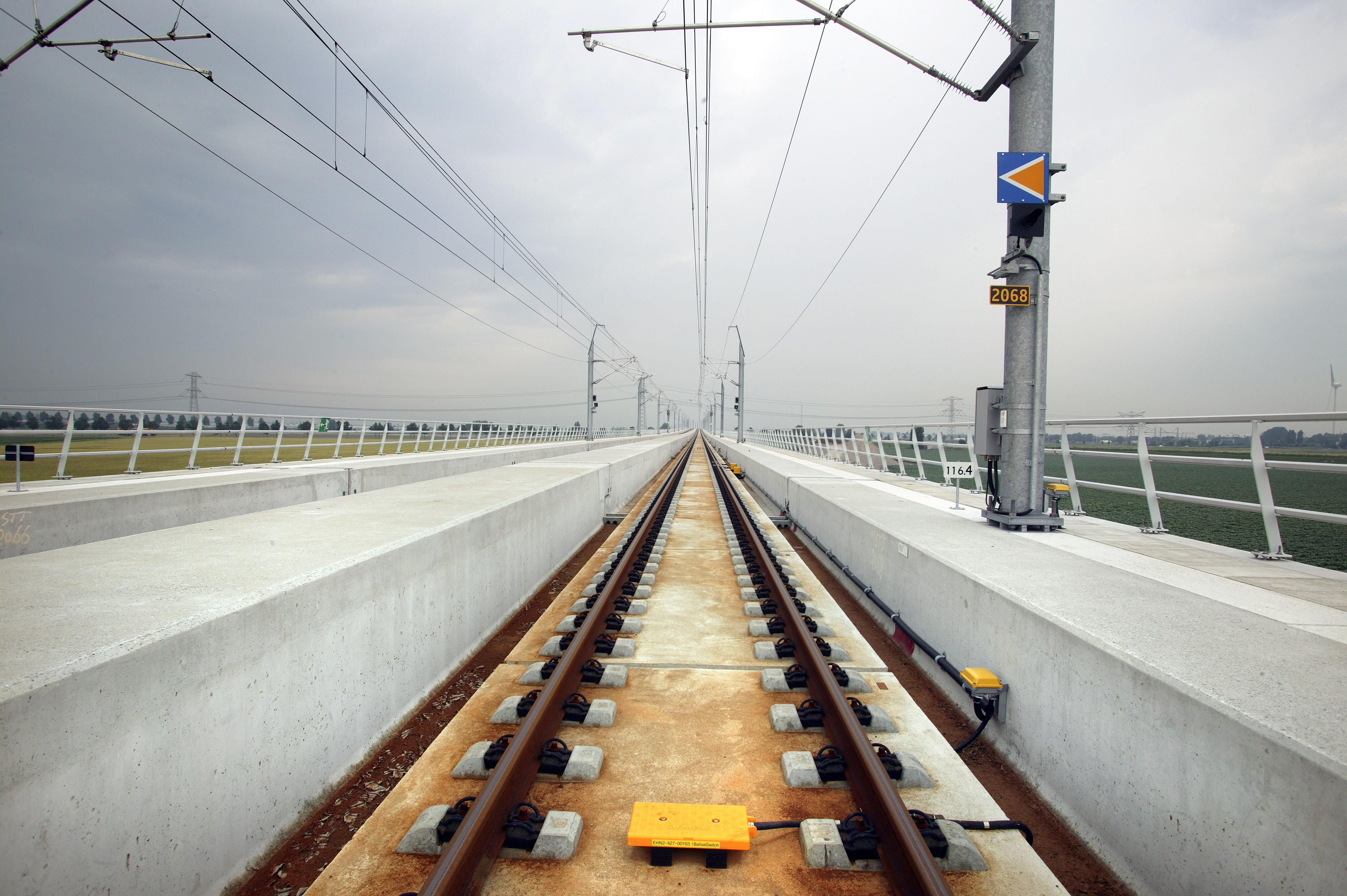
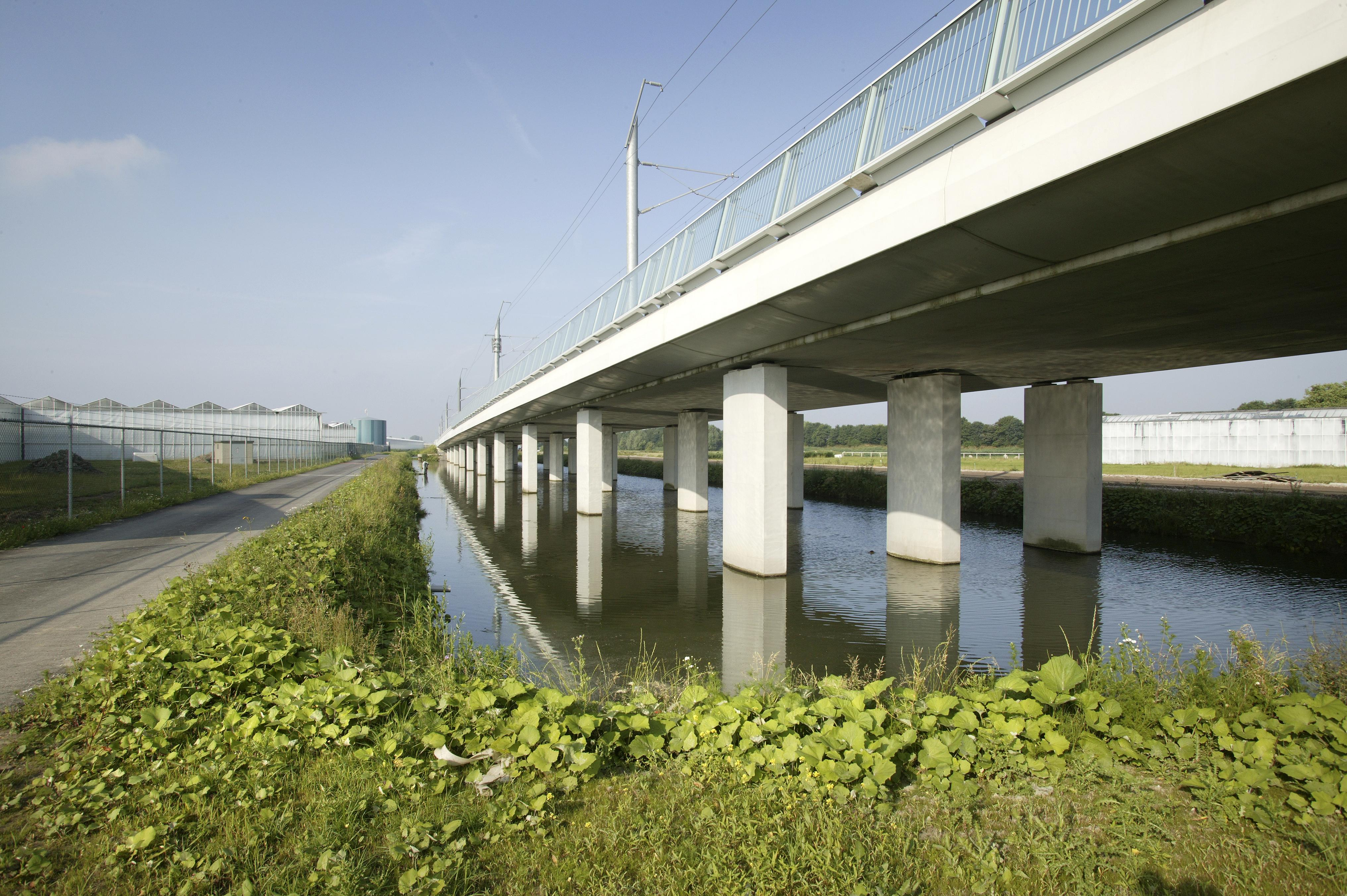

## Kruising
Van zuid naar noord kruist het viaduct onder andere de volgende wegen:
In de gemeente Lansingerland:
- Anthuriumweg
- Cyclamenweg
- Hyacintenweg
- Groendalseweg
- Albert van 't Harweg
- Violierenweg
- Laan van Mathenesse
- Craenenborgpad
- Spoorlijn Gouda - Den Haag
- autosnelweg A12
- Zoetermeerselaan
- Maansteenweg
- Kwartsweg
- Spectrumlaan
- Spiegeldijk
- Snelliuslaan
- Prismalaan West

In de gemeente Zoetermeer:
- Australiëweg
- Javalaan